# 亨丽埃塔·埃伯特
亨丽埃塔·埃伯特（德語：Henrietta Ebert，1954年1月15日—），旧姓多布勒（Dobler），德国女子赛艇运动员。她曾代表东德参加1976年夏季奥林匹克运动会赛艇比赛，获得女子八人单桨有舵手金牌。